# HD 209932
HD 209932，又名BD+44 4041，SAO 51640、HR 8422，是一颗恒星，视星等为6.44，位于銀經94.77，銀緯-8.52，其B1900.0坐标为赤經22h 1m 47.5s，赤緯+44° -8.52′ 33″。